# Crannes-en-Champagne
Crannes-en-Champagne é uma comuna francesa na região administrativa do País do Loire, no departamento de Sarthe. Estende-se por uma área de 11.97 km². Em 2010 a comuna tinha 357 habitantes (densidade: 29,8 hab./km²).